# Christian Vietoris
Christian Vietoris (ur. 1 kwietnia 1989 w Gerolstein) – niemiecki kierowca wyścigowy.

## Kariera

### Karting
Swoją karierę rozpoczął, jak większość przyszłych kierowców wyścigowych, od kartingu, w 1994 roku. W ciągu dziewięcioletniej kariery młody Niemiec został mistrzem swojego kraju oraz zajął 2. miejsce w zachodnioniemieckich mistrzostwach.

### Formuła BMW
W roku 2005 Vietoris zadebiutował w Niemieckiej Formule BMW, w zespole Eifelland Racing. Sezon zakończył na 16. pozycji. W drugim roku startów zdominował rywalizację, triumfując w dziesięciu wyścigach oraz sesjach kwalifikacyjnych. Sukces odniósł w niemieckim zespole Josef Kaufmann Racing.

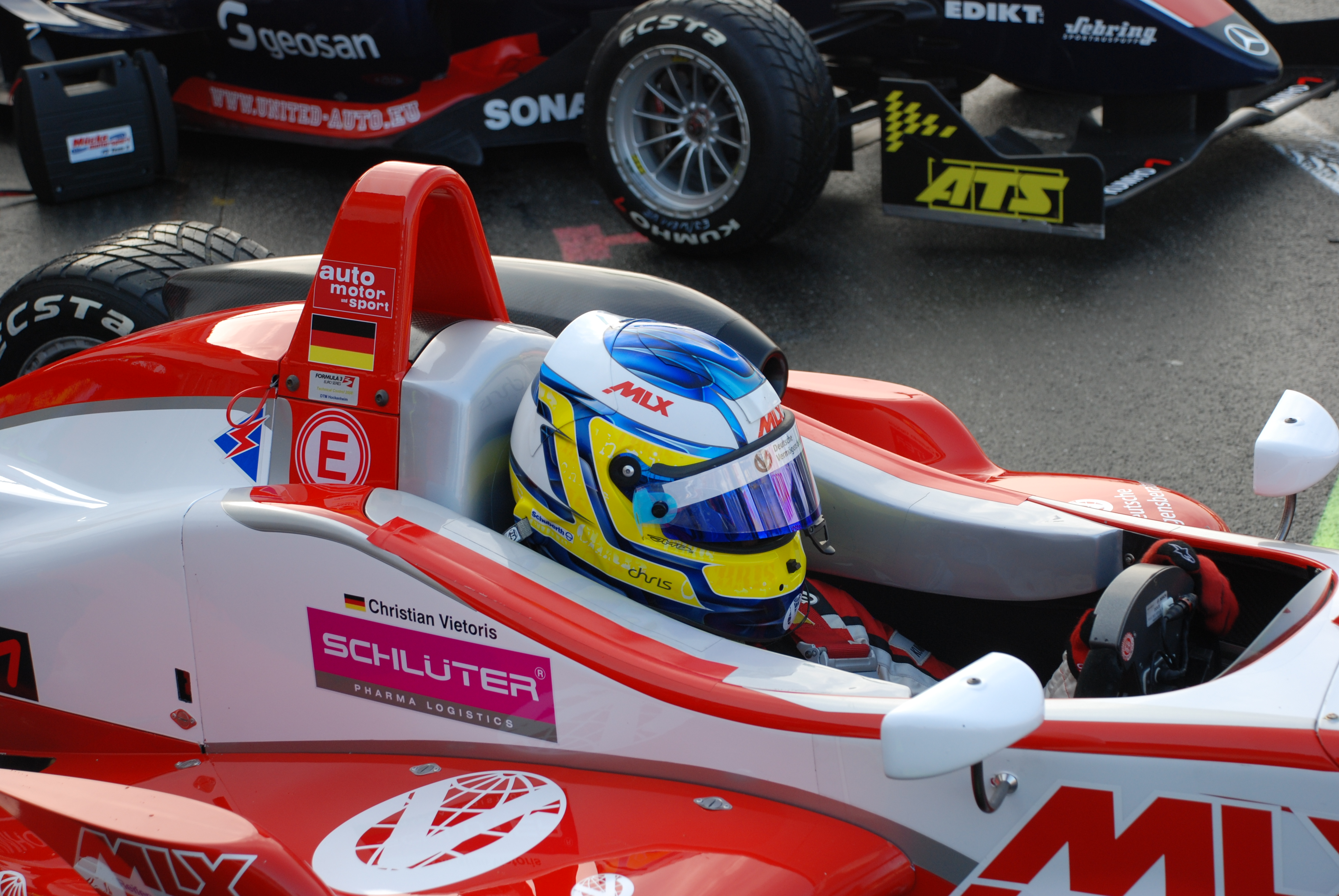
Christian Vietoris podczas wyścigu na torze Hockenheimring w Formule 3 Euroseries

### Formuła 3
W 2007 roku awansował z niemiecką stajnią do Niemieckiej Formuły 3. Wygrawszy dwa wyścigi, zmagania zakończył na 6. miejscu.
W latach 2008–2009 ścigał się dla innego niemieckiego zespołu – Mücke Motorsport – w Formule 3 Euroseries. W pierwszym podejściu rywalizację ukończył na 6. pozycji (wygrał jeden wyścig), natomiast w drugim dzięki równej i konsekwentnej jeździe (zwyciężył w czterech sprintach) sezon zakończył z tytułem wicemistrzowskim, pomimo absencji w ostatniej rundzie.

### A1 Grand Prix
Na przełomie 2006 i 2007 wystąpił w jednej rundzie A1 Grand Prix (wyścig na torze w Meksyku), w zastępstwie jej dominatora i zarazem swego rodaka Nico Hülkenberga, w zespole narodowym Niemiec, który w tym sezonie sięgnął po mistrzostwo. Nie poradził sobie jednak najlepiej (nie ukończył pierwszego wyścigu, w drugim natomiast został sklasyfikowany na dziewiątej lokacie).
Rok później wziął udział w czterech pierwszych wyścigach sezonu, na torach w Holandii i Czechach (w każdym z nich zdobył punkty). Do serii powrócił jeszcze na rundę w Nowej Zelandii, gdzie spisał się znakomicie, zajmując odpowiednio drugie i pierwsze miejsce. W ten też sposób pomógł swojej ekipie w zajęciu 8. pozycji w końcowej klasyfikacji.

### Seria GP2
Opuszczenie ostatniej rundy z cyklu F3 spowodowane było testami z francuskim zespołem DAMS, która dzięki obiecującym wynikom, zakontraktowała Christiana na sezon 2009/2010 Azjatyckiej Serii GP2. W styczniu Vietoris podpisał kontrakt z hiszpańską ekipą Racing Engineering, na starty w głównej edycji przedsionka F1.
W zimowej edycji GP2, Niemiec już w pierwszej rundzie sezonu zrobił dobre wrażenie, kończąc zmagania odpowiednio na szóstym i pierwszym miejscu. Pomimo obiecującego początku, w kolejnych wyścigach Christian notował znacznie słabsze rezultaty, niegwarantujące punktów. Ostatecznie zmagania zakończył na 8. miejscu. W głównym cyklu pięciokrotnie ukończył rywalizację na punktach, w tym trzykrotnie na podium (zwyciężył w sprincie we Włoszech oraz dwukrotnie zajął drugie miejsce na krętym i technicznym obiekcie Hungaroring). Podobnie, jak w przypadku F3, Christian nie wziął udziału w ostatnim wyścigu sezonu. W klasyfikacji generalnej uplasował się na 9. pozycji.
W roku 2011 Vietoris zanotował nieudany początek sezonu. Po braku punktów w Turcji, Niemiec nie wziął udziału na torach w Hiszpanii oraz Monako. Oficjalnym powodem absencji okazały się migrenowe bóle głowy. W hiszpańskiej ekipie zastąpił go Portugalczyk Álvaro Parente. Do rywalizacji powrócił w Walencji. Po pierwsze punkty sięgnął w sobotnich zmaganiach na Silverstone, gdzie stoczył pojedynek o zwycięstwo z Francuzem Jules'em Bianchim. Ostatecznie musiał zadowolić się drugą lokatą. Christian dopiął jednak swego i przy czterokrotnym zdobyciu punktów, dwukrotnie stanął na najwyższym stopniu. Sukces odniósł na belgijskim Spa-Francorchamps (po starcie z pole position oraz w sprincie na Monzy). Dzięki świetnej postawie, rywalizację ukończył na 7. lokacie.

### DTM

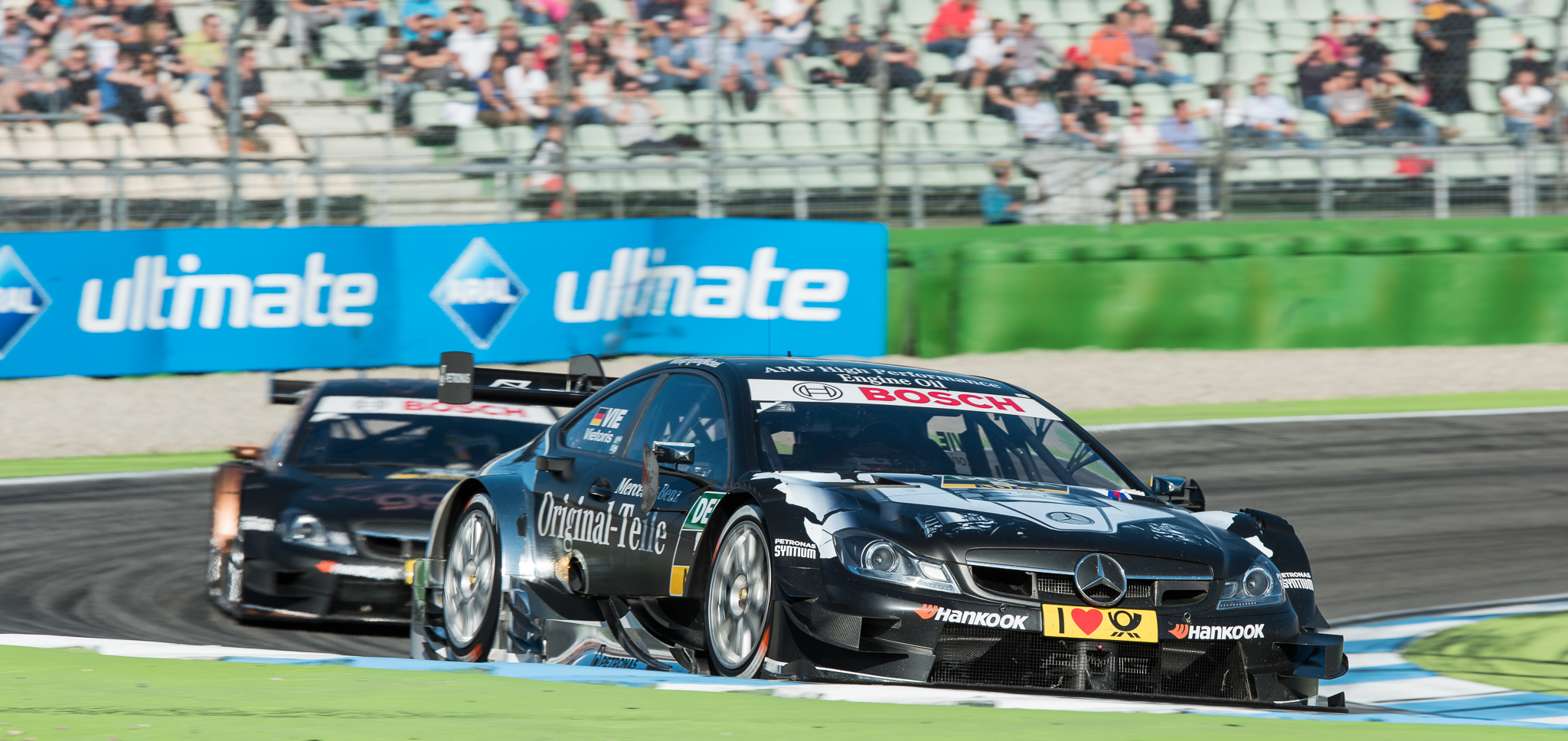
Vietoris, Deutsche Tourenwagen Masters 2014 - Hockenheimring

W sezonie 2011 Christian zadebiutował w niemieckich mistrzostwach samochodów turystycznych – DTM. W zespole Persson Motorsport korzystał z trzyletniego modelu Mercedesa, co nie sprzyjało dobrym wynikom. W efekcie ani razu nie znalazł się na punktach, najbliżej będąc na torze Lausitz Speedway, gdzie zajął dziewiątą pozycję.
Rok później dołączył do głównej ekipy Mercedesa - HWA Team. Z dorobkiem 25 punktów uplasował się na dwunastej pozycji w klasyfikacji generalnej. W sezonie 2013 czterokrotnie stawał na podium. Uzbierane 77 punktów dało mu czwarte miejsce w końcowej klasyfikacji kierowców. Sukces ten powtórzył w 2014 roku, kiedy zwyciężył na torze Motorsport Arena Oschersleben.

## Statystyki
| Sezon   | Seria                 | Zespół                | Wyścigi | PP | Zwycięstwa | Punkty | Poz. koń. |
| ------- | --------------------- | --------------------- | ------- | -- | ---------- | ------ | --------- |
| 2005    | Niemiecka Formuła BMW | Eifelland Racing      | 19      | 0  | 0          | 17     | 16        |
| 2006    | Niemiecka Formuła BMW | Josef Kaufmann Racing | 18      | 9  | 9          | 277    | 1         |
| 2007    | Niemiecka Formuła 3   | Josef Kaufmann Racing | 12      | 2  | 1          | 62     | 6         |
| 2008    | Formuła 3 Euroseries  | Mücke Motorsport      | 20      | 1  | 1          | 36     | 6         |
| 2009    | Formuła 3 Euroseries  | Mücke Motorsport      | 18      | 0  | 4          | 75     | 2         |
| 2009–10 | Azjatycka Seria GP2   | DAMS                  | 8       | 0  | 1          | 9      | 10        |
| 2010    | Seria GP2             | Racing Engineering    | 18      | 0  | 1          | 29     | 9         |
| 2011    | Seria GP2             | Racing Engineering    | 14      | 1  | 2          | 35     | 7         |
| 2011    | DTM                   | Persson Motorsport    | 7       | 0  | 0          | 0      | 23        |
| 2012    | DTM                   | HWA Team              | 10      | 0  | 0          | 25     | 12        |
| 2013    | DTM                   | HWA Team              | 10      | 1  | 0          | 77     | 4         |
| 2014    | DTM                   | HWA Team              | 10      | 0  | 1          | 69     | 4         |

## Wyniki w GP2
| Legenda oznaczeń w tabelach wyników Wyświetl szablon na nowej stronie | Legenda oznaczeń w tabelach wyników Wyświetl szablon na nowej stronie                                                                     |
| Oznaczenie                                                            | Wyjaśnienie |
| --------------------------------------------------------------------- | --- |
| Złoty                                                                 | Zwycięzca lub mistrzostwo |
| Srebrny                                                               | 2. miejsce lub wicemistrzostwo |
| Brązowy                                                               | 3. miejsce lub II wicemistrzostwo |
| Zielony                                                               | Ukończył, punktował (w klasyfikacji generalnej, gdy zdobył co najmniej jeden punkt na przestrzeni sezonu, poza trzema powyższymi opcjami) |
| Niebieski                                                             | Ukończył, nie punktował (w klasyfikacji generalnej, gdy nie zdobył co najmniej jednego punktu na przestrzeni sezonu)                      |
| Czerwony                                                              | Nie zakwalifikował się (NZ) |
| Czerwony                                                              | Nie prekwalifikował się (NPK) |
| Różowy                                                                | Nie ukończył (NU) |
| Różowy                                                                | Niesklasyfikowany (NS) (w klasyfikacji generalnej, gdy nie został sklasyfikowany w żadnym wyścigu sezonu)                                 |
| Czarny                                                                | Zdyskwalifikowany (DK) |
| Czarny                                                                | Wykluczony (WYK/EX) |
| Biały                                                                 | Nie wystartował (NW) |
| Biały                                                                 | Kontuzjowany (K/INJ) |
| Biały                                                                 | Wyścig odwołany (OD/C) |
| Bez koloru                                                            | Został wycofany (WYC/WD) |
| Bez koloru                                                            | Nie przybył (NP/DNA) |
| Bez koloru                                                            | Nie brał udziału w treningach (NT/DNP) |
| Bez koloru                                                            | Nie został zgłoszony (–) |
| Pogrubienie                                                           | Start z pole position |
| Kursywa                                                               | Najszybsze okrążenie wyścigu |
| †                                                                     | Nie ukończył, ale jego rezultat został zaliczony ze względu na przejechanie więcej niż 90% dystansu wyścigu.                              |
| *                                                                     | Sezon w trakcie |
| 1/2/3                                                                 | Punktowana pozycja w sprincie kwalifikacyjnym                                                                                             |
| Lista systemów punktacji Formuły 1                                    | |

| Rok  | Zespół                        | Wyniki w poszczególnych eliminacjach | Wyniki w poszczególnych eliminacjach | Wyniki w poszczególnych eliminacjach | Wyniki w poszczególnych eliminacjach | Wyniki w poszczególnych eliminacjach | Wyniki w poszczególnych eliminacjach | Wyniki w poszczególnych eliminacjach | Wyniki w poszczególnych eliminacjach | Wyniki w poszczególnych eliminacjach | Wyniki w poszczególnych eliminacjach | Wyniki w poszczególnych eliminacjach | Wyniki w poszczególnych eliminacjach | Wyniki w poszczególnych eliminacjach | Wyniki w poszczególnych eliminacjach | Wyniki w poszczególnych eliminacjach | Wyniki w poszczególnych eliminacjach | Wyniki w poszczególnych eliminacjach | Wyniki w poszczególnych eliminacjach | Wyniki w poszczególnych eliminacjach | Wyniki w poszczególnych eliminacjach | Punkty | Pozycja |
| ---- | ----------------------------- | ------------------------------------ | ------------------------------------ | ------------------------------------ | ------------------------------------ | ------------------------------------ | ------------------------------------ | ------------------------------------ | ------------------------------------ | ------------------------------------ | ------------------------------------ | ------------------------------------ | ------------------------------------ | ------------------------------------ | ------------------------------------ | ------------------------------------ | ------------------------------------ | ------------------------------------ | ------------------------------------ | ------------------------------------ | ------------------------------------ | ------ | ------- |
| 2010 | Fat Burner Racing Engineering | ESP                                  | ESP                                  | MON                                  | MON                                  | TUR                                  | TUR                                  | VAL                                  | VAL                                  | GBR                                  | GBR                                  | DEU                                  | DEU                                  | HUN                                  | HUN                                  | BEL                                  | BEL                                  | ITA                                  | ITA                                  | ARE                                  | ARE                                  | 29     | 9       |
| 2010 | Fat Burner Racing Engineering | NU                                   | 18                                   | 14                                   | NW                                   | 7                                    | NU                                   | 12                                   | NU                                   | 6                                    | 10                                   | NU                                   | 10                                   | 2                                    | 2                                    | 11                                   | NU                                   | 4                                    | 1                                    | -                                    | -                                    | 29     | 9       |
| 2011 | Racing Engineering            | TUR                                  | TUR                                  | ESP                                  | ESP                                  | MON                                  | MON                                  | VAL                                  | VAL                                  | GBR                                  | GBR                                  | DEU                                  | DEU                                  | HUN                                  | HUN                                  | BEL                                  | BEL                                  | ITA                                  | ITA                                  |                                      |                                      | 35     | 7       |
| 2011 | Racing Engineering            | 11                                   | NU                                   | -                                    | -                                    | -                                    | -                                    | NU                                   | 13                                   | 2                                    | 7                                    | NU                                   | 4                                    | 8                                    | 10                                   | 1                                    | 13                                   | 6                                    | 1                                    |                                      |                                      | 35     | 7       |

## Wyniki w Azjatyckiej Serii GP2
| Legenda oznaczeń w tabelach wyników Wyświetl szablon na nowej stronie | Legenda oznaczeń w tabelach wyników Wyświetl szablon na nowej stronie                                                                     |
| Oznaczenie                                                            | Wyjaśnienie |
| --------------------------------------------------------------------- | --- |
| Złoty                                                                 | Zwycięzca lub mistrzostwo |
| Srebrny                                                               | 2. miejsce lub wicemistrzostwo |
| Brązowy                                                               | 3. miejsce lub II wicemistrzostwo |
| Zielony                                                               | Ukończył, punktował (w klasyfikacji generalnej, gdy zdobył co najmniej jeden punkt na przestrzeni sezonu, poza trzema powyższymi opcjami) |
| Niebieski                                                             | Ukończył, nie punktował (w klasyfikacji generalnej, gdy nie zdobył co najmniej jednego punktu na przestrzeni sezonu)                      |
| Czerwony                                                              | Nie zakwalifikował się (NZ) |
| Czerwony                                                              | Nie prekwalifikował się (NPK) |
| Różowy                                                                | Nie ukończył (NU) |
| Różowy                                                                | Niesklasyfikowany (NS) (w klasyfikacji generalnej, gdy nie został sklasyfikowany w żadnym wyścigu sezonu)                                 |
| Czarny                                                                | Zdyskwalifikowany (DK) |
| Czarny                                                                | Wykluczony (WYK/EX) |
| Biały                                                                 | Nie wystartował (NW) |
| Biały                                                                 | Kontuzjowany (K/INJ) |
| Biały                                                                 | Wyścig odwołany (OD/C) |
| Bez koloru                                                            | Został wycofany (WYC/WD) |
| Bez koloru                                                            | Nie przybył (NP/DNA) |
| Bez koloru                                                            | Nie brał udziału w treningach (NT/DNP) |
| Bez koloru                                                            | Nie został zgłoszony (–) |
| Pogrubienie                                                           | Start z pole position |
| Kursywa                                                               | Najszybsze okrążenie wyścigu |
| †                                                                     | Nie ukończył, ale jego rezultat został zaliczony ze względu na przejechanie więcej niż 90% dystansu wyścigu.                              |
| *                                                                     | Sezon w trakcie |
| 1/2/3                                                                 | Punktowana pozycja w sprincie kwalifikacyjnym                                                                                             |
| Lista systemów punktacji Formuły 1                                    | |

| Rok       | Zespół | Wyniki w poszczególnych eliminacjach | Wyniki w poszczególnych eliminacjach | Wyniki w poszczególnych eliminacjach | Wyniki w poszczególnych eliminacjach | Wyniki w poszczególnych eliminacjach | Wyniki w poszczególnych eliminacjach | Wyniki w poszczególnych eliminacjach | Wyniki w poszczególnych eliminacjach | Punkty | Pozycja |
| --------- | ------ | ------------------------------------ | ------------------------------------ | ------------------------------------ | ------------------------------------ | ------------------------------------ | ------------------------------------ | ------------------------------------ | ------------------------------------ | ------ | ------- |
| 2009/2010 | DAMS   | ARE                                  | ARE                                  | ARE                                  | ARE                                  | BHR                                  | BHR                                  | BHR                                  | BHR                                  | 9      | 10      |
| 2009/2010 | DAMS   | 6                                    | 1                                    | NU                                   | 14                                   | 14                                   | 9                                    | NU                                   | 14                                   | 9      | 10      |